# Bobby Wanzer
Robert Francis "Bobby" Wanzer, también conocido como "Hooks" Wanzer (Brooklyn,  Nueva York, 4 de junio de 1921 - Pittsford, Nueva York, 23 de enero de 2016) fue un jugador de baloncesto estadounidense que jugó durante 9 temporadas en la NBA, todas ellas en los Rochester Royals equipo en el que también ejerció de jugador-entrenador sus dos últimas temporadas en activo, y posteriormente solo entrenador de la misma franquicia, ya con sede en Cincinnati. Con 1,83 metros de estatura, jugaba en la posición de base. Fue el primer jugador de la NBA en promediar más de un 90 % en tiros libres en una temporada. Fue elegido para el Basketball Hall of Fame en 1987.

## Trayectoria deportiva

### Universidad
Comenzó su andadura universitaria jugando con los Raiders de la Universidad de Colgate, para posteriormente hacerlo con los Pirates de la Universidad de Seton Hall. En 1987 su camiseta fue retirada como homenaje por esta última universidad.

### Profesional
Fue elegido en la décima posición del Draft de la NBA de 1948 por Rochester Royals, cuando la liga se denominaba todavía BAA. Allí permaneció durante toda su carrera como jugador. En 1951 ganó su único anillo de campeón de la NBA, tras derrotar a los New York Knicks por 4-3.
Fue elegido en tres ocasiones en el segundo mejor quinteto de la liga, y en otras cinco para participar en el All-Star Game. entre 1951 y 1954 apareció entre los 10 mejores anotadores de la liga. Se retiró al finalizar la temporada 1956-57, tras promediar 12,2 puntos 4,5 rebotes y 3,2 asistencias por partido.

### Entrenador
En sus dos últimas temporadas como jugador también se hizo cargo del puesto de entrenador. Una vez hubo colgado las botas, siguió en los banquillos del equipo, ya como Cincinnati Royals, durante una temporada y media más, siendo destituido a poco de comenzar la temporada 1959-60 tras comenzar con un balance de 3 victorias en sus primeros 18 partidos.

#### Estadísticas como entrenador
Estas son sus estadísticas como entrenador en la NBA:
| Equipo            | Año     | Temporada regular | Temporada regular | Temporada regular | Temporada regular    | Playoffs                           |
| Equipo            | Año     | PJ                | G                 | P                 | Final                | Resultado                          |
| ----------------- | ------- | ----------------- | ----------------- | ----------------- | -------------------- | ---------------------------------- |
| Rochester Royals  | 1955-56 | 72                | 31                | 41                | 4º en División Oeste | No clasificado                     |
| Rochester Royals  | 1956-57 | 72                | 31                | 41                | 4º en División Oeste | No clasificado                     |
| Cincinnati Royals | 1958-59 | 72                | 33                | 39                | 2º en División Este  | Semifinalista de la División Oeste |
| Cincinnati Royals | 1959-60 | 18                | 3                 | 15                | Destituido           | -                                  |

## Estadísticas de su carrera en la NBA
|  | Denota temporadas en las que ganó un campeonato de la NBA |
|  | Líder de la liga                                          |

### Temporada regular
| Año      | Equipo    | PJ  | MPP  | TC%  | TL%  | RPP | APP | PPP  |
| -------- | --------- | --- | ---- | ---- | ---- | --- | --- | ---- |
| 1948–49  | Rochester | 60  | –    | .379 | .823 | –   | 3.1 | 10.2 |
| 1949–50  | Rochester | 67  | –    | .414 | .806 | –   | 3.2 | 11.8 |
| 1950–51  | Rochester | 68  | –    | .401 | .850 | 3.4 | 2.7 | 10.8 |
| 1951–52  | Rochester | 66  | 37.8 | .425 | .904 | 5.0 | 4.0 | 15.7 |
| 1952–53  | Rochester | 70  | 36.8 | .367 | .812 | 5.0 | 3.6 | 14.6 |
| 1953–54  | Rochester | 72  | 35.3 | .386 | .734 | 5.4 | 3.5 | 13.3 |
| 1954–55  | Rochester | 72  | 33.0 | .395 | .786 | 5.2 | 3.4 | 13.1 |
| 1955–56  | Rochester | 72  | 27.5 | .376 | .719 | 3.8 | 3.1 | 10.4 |
| 1956–57  | Rochester | 21  | 7.6  | .469 | .783 | 1.2 | 0.4 | 3.9  |
| Total    | Total     | 568 | 32.5 | .393 | .802 | 4.5 | 3.2 | 12.2 |
| All-Star | All-Star  | 5   | 26.2 | .395 | .857 | 3.4 | 3.4 | 9.2  |

### Playoffs
| Año   | Equipo    | PJ | MPP  | TC%  | TL%  | RPP | APP | PPP  |
| ----- | --------- | -- | ---- | ---- | ---- | --- | --- | ---- |
| 1949  | Rochester | 4  | –    | .317 | .706 | –   | 2.3 | 9.5  |
| 1950  | Rochester | 2  | –    | .471 | .846 | –   | 2.0 | 13.5 |
| 1951† | Rochester | 14 | –    | .471 | .910 | 5.1 | 4.2 | 12.5 |
| 1952  | Rochester | 6  | 41.5 | .429 | .959 | 6.3 | 3.2 | 18.8 |
| 1953  | Rochester | 3  | 38.7 | .378 | .852 | 7.0 | 3.0 | 17.0 |
| 1954  | Rochester | 6  | 40.8 | .405 | .818 | 5.8 | 4.3 | 16.0 |
| 1955  | Rochester | 3  | 33.3 | .457 | .917 | 7.0 | 2.7 | 18.0 |
| Total | Total     | 38 | 39.4 | .425 | .880 | 5.8 | 3.5 | 14.6 |